# Everything but the Girl
Everything but the Girl (também conhecido pela abreviação EBTG) é um duo britânico de dance music/pop formada por Tracey Thorn e Ben Watt em 1982 em Hull. Dois dos seus maiores sucessos são Missing, Wrong e when all´s well

## Álbuns de Estúdio
| Eden                        | - Lançamento: maio de 1984 - Gravadora: Blanco y Negro Records - Formats: LP, CD, cassete             | 14 | —   | - UK: Ouro            |  |  |  |  |  |  |  |  |  |  |
| Everything but the Girl     | - Lançamento: 1984 - Gravadora: Sire Records - Formatos: LP, CD, cassette                             | —  | —   |                       |  |  |  |  |  |  |  |  |  |  |
| Love Not Money              | - Lançamento: abril de 1985 - Gravadora: Blanco y Negro Records - Formatos: LP, CD, cassette          | 10 | 202 | - UK: Ouro            |  |  |  |  |  |  |  |  |  |  |
| Baby the Stars Shine Bright | - Lançamento: agosto de 1986 - Gravadora: Blanco y Negro Records - Formatos: LP, CD, cassette         | 22 | —   | - UK: Ouro            |  |  |  |  |  |  |  |  |  |  |
| Idlewild                    | - Lançamento: fevereiro de 1988 - Gravadora: Blanco y Negro/Sire Records - Formatos: LP, CD, cassette | 13 | —   | - UK: Ouro            |  |  |  |  |  |  |  |  |  |  |
| The Language of Life        | - Lançamento: 20 de fevereiro de 1990 - Gravadora: Atlantic Records - Formatos: LP, CD, cassette      | 10 | 77  | - UK: Ouro            |  |  |  |  |  |  |  |  |  |  |
| Worldwide                   | - Lançamento: 1 de outubro de 1991 - Gravadora: Blanco y Negro Records - Formatos: LP, CD, cassette   | 29 | —   |                       |  |  |  |  |  |  |  |  |  |  |
| Acoustic                    | - Lançamento: 2 de junho de 1992 - Gravadora: Blanco y Negro Records - Formatos: CD, cassette         | —  | —   |                       |  |  |  |  |  |  |  |  |  |  |
| Amplified Heart             | - Lançamento: 7 de junho de 1994 - Gravadora: Atlantic Records - Formatos: CD, cassette               | 20 | 46  | - UK: Ouro - US: Gold |  |  |  |  |  |  |  |  |  |  |
| Walking Wounded             | - Lançamento: 21 de maio de 1996 - Gravadora: Atlantic/Virgin Records - Formatos: CD, cassette        | 4  | 37  | - UK: Platina         |  |  |  |  |  |  |  |  |  |  |
| Temperamental               | - Lançamento: 28 de setembro de 1999 - Gravadora: Atlantic/Virgin Records - Formatos: CD, cassette    | 16 | 65  |                       |  |  |  |  |  |  |  |  |  |  |
|                             | |    |     |                       |  |  |  |  |  |  |  |  |  |  |

## Singles
| Ano  | Música                                                                         | Peak chart positions | Peak chart positions | Peak chart positions | Peak chart positions | Peak chart positions | Certificações (Vendas)                                          | Álbum                               |
| Ano  | Música                                                                         | UK                   | IRE                  | U.S.                 | U.S. AC              | U.S. Dance           | Certificações (Vendas)                                          | Álbum                               |
| ---- | ------------------------------------------------------------------------------ | -------------------- | -------------------- | -------------------- | -------------------- | -------------------- | --------------------------------------------------------------- | ----------------------------------- |
| 1983 | "Night and Day"                                                                | 92                   | —                    | —                    | —                    | —                    |                                                                 | Single                              |
| 1984 | "Each and Every One"                                                           | 28                   | 19                   | —                    | —                    | —                    |                                                                 | Eden                                |
| 1984 | "Mine"                                                                         | 58                   | —                    | —                    | —                    | —                    |                                                                 | Everything but the Girl             |
| 1984 | "Native Land"                                                                  | 73                   | —                    | —                    | —                    | —                    |                                                                 | Everything but the Girl             |
| 1985 | "When All's Well"                                                              | 77                   | —                    | —                    | —                    | —                    |                                                                 | Love Not Money                      |
| 1985 | "Angel"                                                                        | 93                   | —                    | —                    | —                    | —                    |                                                                 | Love Not Money                      |
| 1986 | "Come on Home"                                                                 | 44                   | 27                   | —                    | —                    | —                    |                                                                 | Baby, the Stars Shine Bright        |
| 1986 | "Don't Leave Me Behind"                                                        | 72                   | —                    | —                    | —                    | —                    |                                                                 | Baby, the Stars Shine Bright        |
| 1988 | "These Early Days" (remix)                                                     | 75                   | —                    | —                    | —                    | —                    |                                                                 | Idlewild                            |
| 1988 | "I Always Was Your Girl"                                                       | 87                   | —                    | —                    | —                    | —                    |                                                                 | Idlewild                            |
| 1988 | "I Don't Want to Talk About It"                                                | 3                    | 3                    | —                    | —                    | —                    |                                                                 | Idlewild                            |
| 1988 | "Love Is Here Where I Live"                                                    | —                    | —                    | —                    | —                    | —                    |                                                                 | Idlewild                            |
| 1990 | "Driving"                                                                      | 54                   | 30                   | —                    | 23                   | —                    |                                                                 | The Language of Life                |
| 1990 | "Take Me" (Hamblin remix)                                                      | —                    | —                    | —                    | 30                   | —                    |                                                                 | The Language of Life                |
| 1991 | "Old Friends"                                                                  | —                    | —                    | —                    | —                    | —                    |                                                                 | Worldwide                           |
| 1991 | "Twin Cities" (Wildwood remix)                                                 | —                    | —                    | —                    | —                    | —                    |                                                                 | Worldwide                           |
| 1994 | "Rollercoaster"                                                                | 65                   | —                    | —                    | —                    | —                    |                                                                 | Amplified Heart                     |
| 1994 | "Missing"                                                                      | 69                   | —                    | —                    | —                    | —                    |                                                                 | Amplified Heart                     |
| 1995 | "Missing" (Todd Terry remix)                                                   | 3                    | 3                    | 2                    | 6                    | 1                    | - FRA: Ouro - GER: Ouro - NOR: Ouro - UK: Platina - US: Platina | Amplified Heart                     |
| 1996 | "Walking Wounded"                                                              | 6                    | 29                   | —                    | —                    | —                    |                                                                 | Walking Wounded                     |
| 1996 | "Wrong"                                                                        | 8                    | 20                   | 68                   | —                    | 1                    |                                                                 | Walking Wounded                     |
| 1996 | "Single"                                                                       | 20                   | —                    | —                    | —                    | —                    |                                                                 | Walking Wounded                     |
| 1996 | "Driving" (remix)                                                              | 36                   | —                    | —                    | —                    | —                    |                                                                 | The Best of Everything but the Girl |
| 1997 | "Before Today"                                                                 | 25                   | —                    | —                    | —                    | —                    |                                                                 | Walking Wounded                     |
| 1998 | "The Future of the Future (Stay Gold)" (Deep Dish com Everything but the Girl) | 31                   | —                    | —                    | —                    | 1                    |                                                                 | Temperamental                       |
| 1999 | "Five Fathoms (Love More)"                                                     | 27                   | —                    | —                    | —                    | 1                    |                                                                 | Temperamental                       |
| 1999 | "Blame"                                                                        | —                    | —                    | —                    | —                    | —                    |                                                                 | Temperamental                       |
| 2000 | "Temperamental"                                                                | 72                   | —                    | —                    | —                    | 1                    |                                                                 | Temperamental                       |
| 2000 | "Lullaby of Clubland"                                                          | —                    | —                    | —                    | —                    | 3                    |                                                                 | Temperamental                       |
| 2001 | "Tracey in My Room" (Mash-up – credited to EBTG vs Soul Vision)                | 34                   | —                    | —                    | —                    | —                    |                                                                 | Single only                         |
| 2002 | "Corcovado"                                                                    | —                    | —                    | —                    | —                    | —                    |                                                                 | Red Hot + Rio                       |